# Храм Святителя Николая на Преображенском кладбище
Храм Святителя Николая Чудотворца на Преображенском кладбище (бывший Успения Пресвятой Богородицы) — православный храм в районе Преображенское города Москвы, на территории бывшего Никольского единоверческого монастыря. Относится к Воскресенскому благочинию Московской епархии Русской православной церкви.

## История в XVIII—XIX веках
Первоначально храм был построен в 1784—1790 годах в неоготическом стиле как Успенская соборная часовня старообрядческой общины федосеевского толка.
Архитектором собора прежде считался предположительно Василий Баженов, но по последним, наиболее достоверным разысканиям проект был Фёдора Соколова.
«Каменная одноглавая церковь с невысокой колокольней над западной папертью устроена из бывшей беспоповщинской федосеевской мужской главной молельни, называвшейся соборной часовней. Построена по типу царицынского дворца и названа Успенской. Строил её Ковылин. В храме находится много древних икон новгородского, корсунского, строгановского, московского и других писем, оцениваемых в десятки тысяч рублей».
В начале 1850-х годов император Николай I начал борьбу с сектантами и раскольниками. В это время старообрядческая община на Преображенском кладбище попала в опалу. Началось расследование, после которого преображенским старообрядцам была вменена в вину государственная измена, потому что:
 — в 1812 году преображенские старообрядцы с радостью встретили Наполеона и помогли ему организовать выпуск фальшивых русских денег, тем самым подрывая финансовую систему России;
 — в здании Преображенского богадельного дома было найдено карикатурное изображение русского императора, где он «был изображён на висевшей в молельне картине, в Своем лице и одеянии с рогами на голове, хвостом назади и с надписью на челе 666, означающею антихриста».
Часть руководителей общины были выслана из Москвы в ссылку. Многие другие старообрядцы приняли единоверие. Более пятидесяти семей старообрядцев, в основном купеческих, присоединились к единоверию, написав просительное письмо на имя императора (хотя большая часть старообрядцев так и осталась при своей федосеевской вере).

Император Николай Павлович, ревнуя по Православию, в самые главные места раскола, от которых шло по всей России распространение оного, пожелал внести свет Православия открытием в них православных церквей, в числе которых назначил открыть таковую и в мужском отделении Преображенского Богадельного Дома.
Но в начале 1854 года часть самых главных, беспоповских прихожан Преображенского Богадельного Дома, как-то: Гучковы, Носовы, Гусаревы, Бавыкина, Осипова и прочих изъявили желание присоединиться к Единоверию с тем, чтобы на мужском отделении этого Дома устроить Единоверческий храм из упомянутой молельни, на что к удовлетворению их желания и последовало Высочайшее императорское повеление. А желание обратившихся к Единоверию устроить здесь Единоверческую церковь было тем естественнее, что обряды единоверческого Богослужения похожи на богослужение старообрядческое, к которому были привычны присоединяющиеся, и поэтому переход их из раскола к Православной Церкви сделался для них незаметным.

В 1854—1857 годах храм был перестроен по проекту архитектора Александра Вивьена.
В трапезной части был создан придел в честь святителя Николая Чудотворца.
3 апреля 1854 года Филарет, митрополит Московский совершил освящение придела в честь святителя Николая Чудотворца — этот день и является днем рождения храма святителя Николая Чудотворца на Преображенском кладбище.

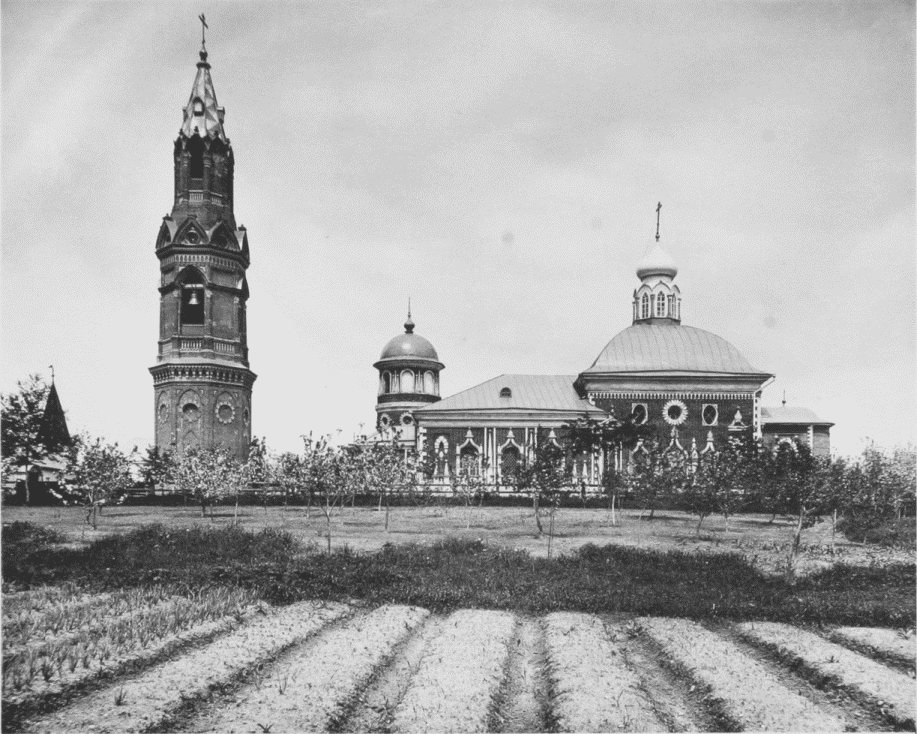
Снимок Никольского храма 1882 года из альбома Николая Найдёнова

За неимением при этой молельне алтаря, первоначально устроен был в ней на северной стороне в трапезной части придел, в который иконы для иконостаса пожертвованы были братьями Гучковыми из домовой их молельни.
И 3 апреля 1854 года придел этот был освящён по старопечатным книгам и обрядам Московским Митрополитом Филаретом во имя святителя Николая Чудотворца, в вечную память Государя Императора Николая Павловича, Высочайше повелевшего открыть церковь в самом главном гнезде раскола зловредной беспоповской Федосеевской секты, отвергающей браки, допускающей одно только блудодеяние и почитающей Царя антихристом, а всех властей, духовных и гражданских, антихристовыми слугами.

Алтари пристроены в 1857 году на средства благотворителей — так как федосеевцы, которым принадлежал храм первоначально, не имеют литургии за отсутствием священников, и в алтарях их храмы не нуждаются.
После пристройки алтарной апсиды к главной части храма, 2 июня 1857 года митрополит Филарет освятил главный (восточный) престол в честь Успения Пресвятой Богородицы.
«Храм холодный, построен по плану и фасаду царицынского дворца и освящён в 1857 г. митрополитом Московским Филаретом, который был в древнем омофоре, панагии первого всероссийского митрополита Макария и в древней митре, с посохом московского святителя Алексия».

Затем начата была пристройка к бывшей Успенской молельне каменного алтаря для главного храма, который 2 июня 1857 года был освящён по древнему же обряду тем же Митрополитом Филаретом, во имя Успения Пресвятые Богородицы, именем которого называлась и бывшая беспоповская молельня, обращённая в сказанную церковь.
В иконостасе главного Успенского храма иконы остались те же, которые были в этой молельне и которые, как гласит история, основателем Преображенского Богадельного Дома, Ильёй Алексеевичем Ковылиным, были подменены и похищены из храма святой Анастасии что на Неглинной, близ Кузнецкого моста (разобрана в 1793 г.), построенного царицею Анастасиею, супругою царя Иоанна Грозного. За допущение такой подмены священно-церковно-служители того храма лишены были своего сана, а Ковылин предан уголовному суду, который, по пролазам и подкупу Ковылина, постановил очень знаменательное следующее определение:
«Так как главные виновники, допустившие похищение образов, наказаны духовным судом, а соучастник оного похищения Ковылин скрылся, то это дело прекратить», и прекращено.
В алтаре этой Успенской церкви, по восточной стене помещены весьма замечательные древние образа, поступившие в Преображенский Богадельный дом из бывшей Московской Озерковской беспоповской Федосеевской же молельни, а находящийся у южной двери образ соединения земной воинствующей Христовой Церкви с небесной Торжествующей поступил из бывшей Монинской беспоповской молельни. При освящении Успенской церкви многие говорили, что событием сим исполняются и осуществляются слова Христа Спасителя, обещавшего основать Свою Церковь такою крепкою и непобедимою, что не одолеют её врата адовы.

## УчреждениеНикольского единоверческого монастыря
В 1866 году храм стал собором учрежденного при нём единоверческого Никольского монастыря. От монастырских построек кроме храма Святителя Николая также сохранились: храм Воздвижения Креста Господня (начала XIX века, архитектор Фёдор Соколов, освящен в 1854 году из старообрядческой молельни), колокольня (1876—1879 годов, архитектор Максим Геппенер), корпуса келий (1801 год).

## История после 1917 года

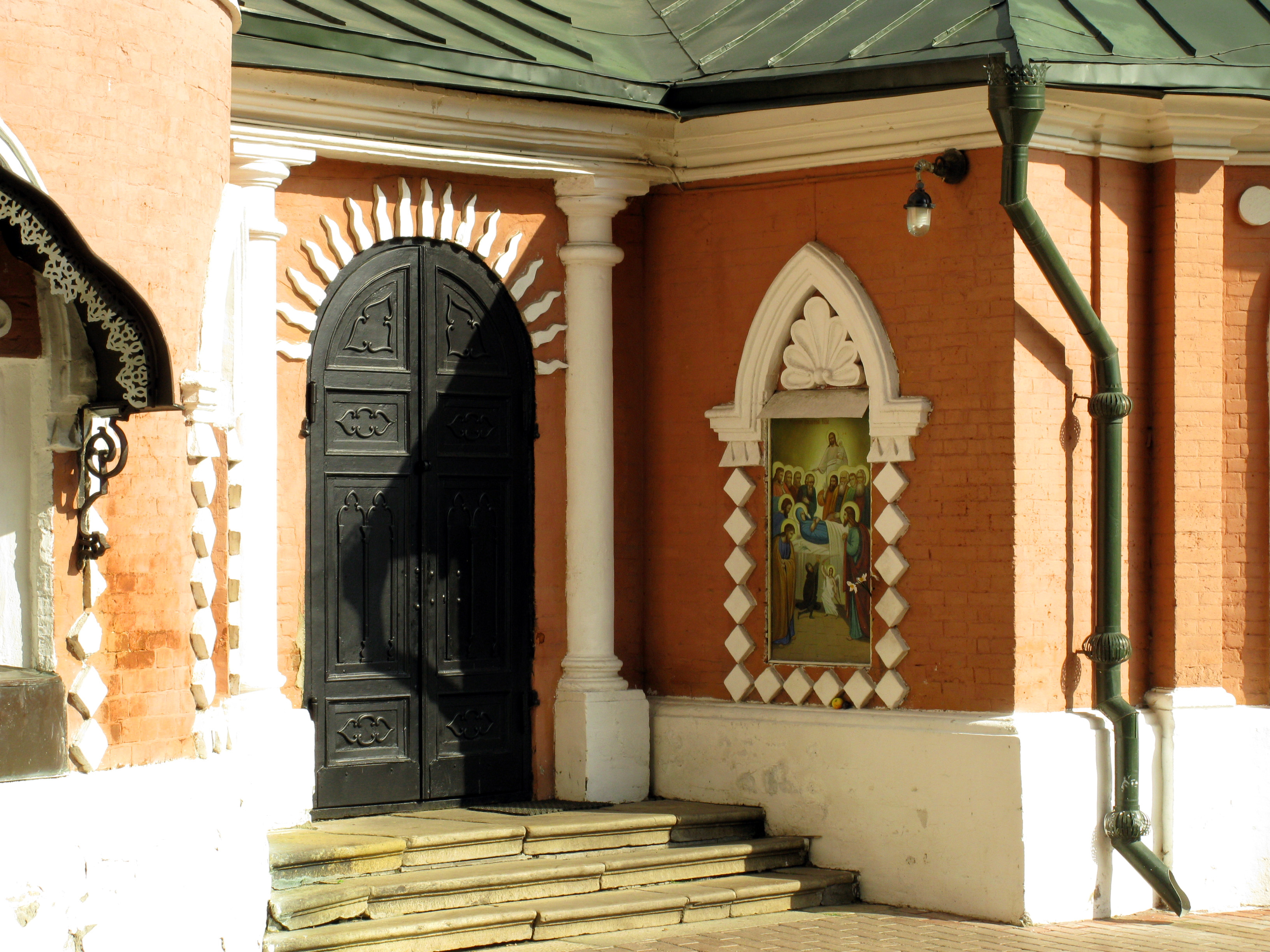
Вход в храм свт. Николая Чудотворца (западная сторона)

К 1923 году монастырь был полностью закрыт советскими властями, и большая часть корпусов превращена в дом коммуны (общежитие) завода Радио, а в 1930-х годах большая часть стен монастыря были сломаны.
В первой половине 1920-х годов (во времена церковной смуты и расколов) советские власти передали храм во владение обновленцам. Но единоверческая община не освободила весь храм и осталась существовать в передней (восточной) — Успенской части храма. Храм был разделен на две части кирпичною стеною, так что главная (восточная) часть храм с Успенским престолом была отделена от Никольской (западной) обновленческой — трапезной части.
Обновленческая община в трапезной части храма существовала примерно до середины 1940-х годов. Одним из последних обновленческих настоятелей был епископ Анатолий Филимонов (1880—1942).
Затем трапезная часть храма была возвращена РПЦ.

«В 1922 году Успенскую церковь захватили обновленцы. Главную часть храма они отдали старообрядцам, которые отгородили стеной своё помещение, а себе оставили трапезную с Никольским престолом. В 1923 году в правой, южной, стороне трапезной сооружён был придельный Успенский престол. С уходом обновленцев храм не перестраивался».

Около 1930 года в отделенной Никольской трапезной части храма, дополнительно к существовавшему с 1854 года Никольскому (северному) престолу, сооружается новый Успенский (южный) престол.
Небольшой иконостас для которого был привезен из некоего закрытого коммунистическими властями храма.
Так же наверху по всей восточной стене трапезной части был сооружен новый иконостас и заполнен высокими старинными иконами из иконостаса одного из соборов разрушенных на территории Московского Кремля.
К концу 1920-х годов единоверческая община в Успенской (восточной) части храма перестала существовать.
В это же время была ликвидирована Московская община старообрядцев-беспоповцев Поморского согласия в Храме Воскресения Христова и Покрова Богородицы, что в Токмаковом переулке.
Но после усиленного ходатайства старообрядцев из этой ликвидированной Токмаковской общины советские власти решают передать освободившуюся Успенскую (восточную) часть храма для пользования старообрядцам беспоповского Поморского толка, которые занимают её и поныне, хотя храм Воскресения Христова в Токмаковом переулке был возвращён общине старообрядцев беспоповского Новопоморского толка в начале 1990-х годов.

«Они перебрались в него в начале 1930 г. из закрытой их собственной церкви в Токмаковом переулке». Старообрядцы заняли сам храм, а трапезная снова отошла к Патриархии. Между храмом и трапезной была сделана глухая стена; в православной части освятили два престола: главный в честь св. Николая Чудотворца с севера (по нему ныне храм называют Никольским) и другой престол в честь Успения Божией Матери с юга. У Александровского есть упоминание, что «здание перестало быть православной церковью». Но если его и закрывали — то ненадолго, ибо основное внутреннее убранство сохранилось.

«В Никольском приделе нынешней православной церкви, как и во времена митр. Филарета, иконостас и алтарь украшают дивные образа старинного русского письма. Принадлежат они кисти иконописцев Корсунской, Новгородской, Строгановской, Московской и других школ XV—XVII вв. В иконостасе находятся редчайшая из икон Богоматери — „Акафистная“ (XVI в.), древний образ „Софии Премудрости Божией“ (XVI или XVII в.); подлинным украшением его служат Царские врата и венчающая их икона „Тайная Вечеря“, которые относятся к XV в.»
На территории храма работает реставрационно-иконописная мастерская «Александрия».

## Старообрядческая Успенская (восточная) часть храма

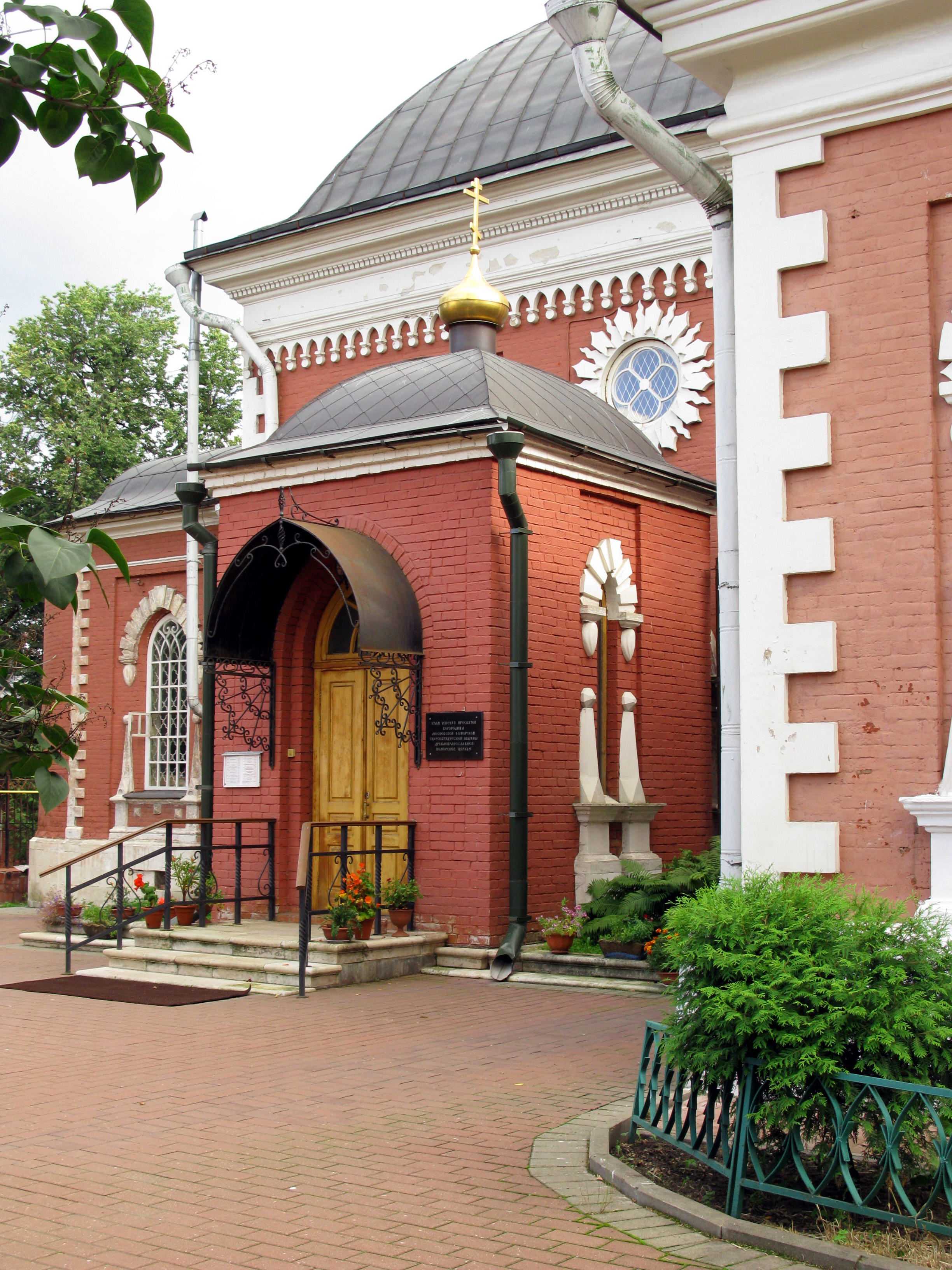
Вход в Успенскую старообрядческую молельню (северная сторона)

Старообрядческая Успенская моленная, находящаяся в восточной части храма, принадлежит Поморскому согласию и является его центром в Москве.
В 1990 году на дверях старообрядческой части было любопытное объявление:
«Внимание. Храм старообрядческий!!! Вход лицам в нетрезвом, неприличном и нескромном виде, в головных уборах, а женщинам без платков и в брюках не разрешен. Входить в храм во время богослужения и молиться инаковерующим не положено и запрещено святыми отцами. Патриарший храм направо за углом».
Вход в православную часть с запада, в старообрядческую — с севера.
Оба храма сохранили большое число древних икон.
Старообрядцы-поморцы также не имеют священства и литургии, поэтому существующий в их части бывший алтарь (апсида) используется как крестильня.

## Служение отцаДимитрия Дудко
Перевод слова «единоверческий» на английский язык при названии Никольского монастыря звучит буквально как «диссидентский»[уточнить]; в связи с этим можно отметить следующее совпадение — Никольская церковь с 1963 года стала местом получившего широкую огласку служения отца Димитрия Дудко, который после проповеди отвечал на вопросы присутствующих, связанные с их духовными проблемами. Беседы эти изданы. Они привлекли столь широкое внимание, что в храм, вмещающий немного народу, трудно было пробиться. В 1974 году отец Димитрий Дудко был переведён на подмосковный приход в село Кабаново Орехово-Зуевского района.

## Престолы храма
- Святителя Николая Мирликийского (северный),
- Успения Пресвятой Богородицы (южный).

## Святыни храма
- Точный список чудотворной иконы Божией Матери «Знамение» из Серафимо-Понетаевского монастыря;
- Точный список чудотворной Толгской иконы Божией Матери;
- Чтимая икона Божией Матери «Всех Скорбящих Радость»;
- Чтимая Казанская икона Божией Матери;
- Несколько икон свт. Николая Мирликийского;
- Икона мч. Вонифатия.

## Духовенство

### В прошлом
- священник Василий Петрович Орлов (1870 — ?) — духовный писатель[19], настоятель в 1920-е годы[20].

Обновленческий период
- епископ Анатолий Филимонов (1880—1942) — настоятель до 1942 года.

Настоятели после возвращения храма РПЦ
- протоиерей Николай Николаевич Синьковский (1888—1955) — настоятель до 1955 года[21];
- протоиерей Василий Васильевич Студенов (1902—1981) — настоятель до 1973 года[22];
- протоиерей Вадим Яковлевич Гришин (1929—1987) — настоятель в 1974—1981 годах;
- протоиерей Леонид Матвеевич Кузьминов (1932—2016) — настоятель в 1981—2016 годах.

Известные священники
- протоиерей Димитрий Дудко (1921—2004) — служил в храме в 1962—1974 году;
- протоиерей Владимир Воробьев (род. 1941) — служил в храме в 1979—1984 году.

### В настоящее время
1. иерей Алексий Тимаков — настоятель с 2017 года[23];
2. иерей Борис Зыкунов;
3. иерей Марк Бланкфелдс.

## Фотографии

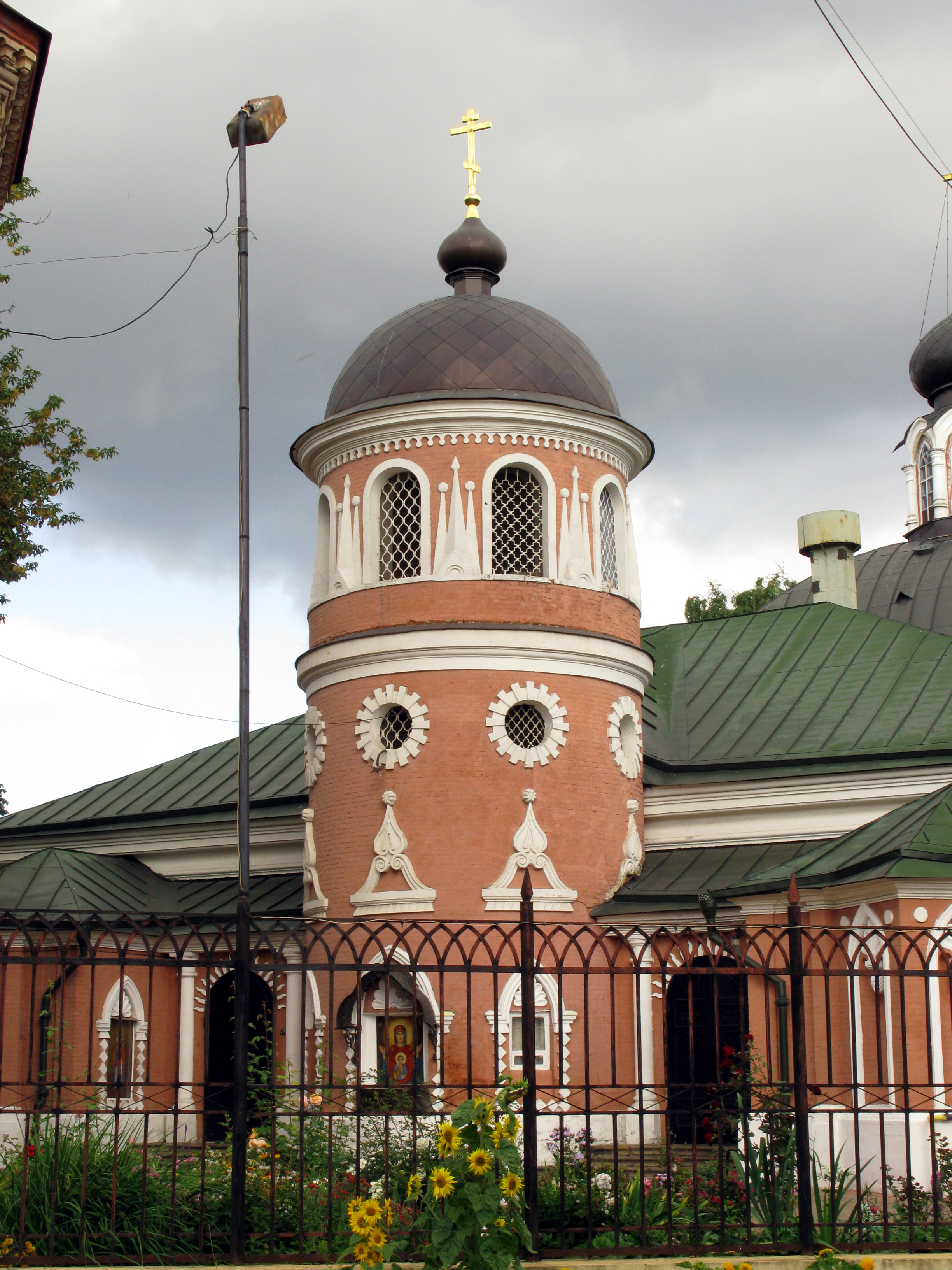
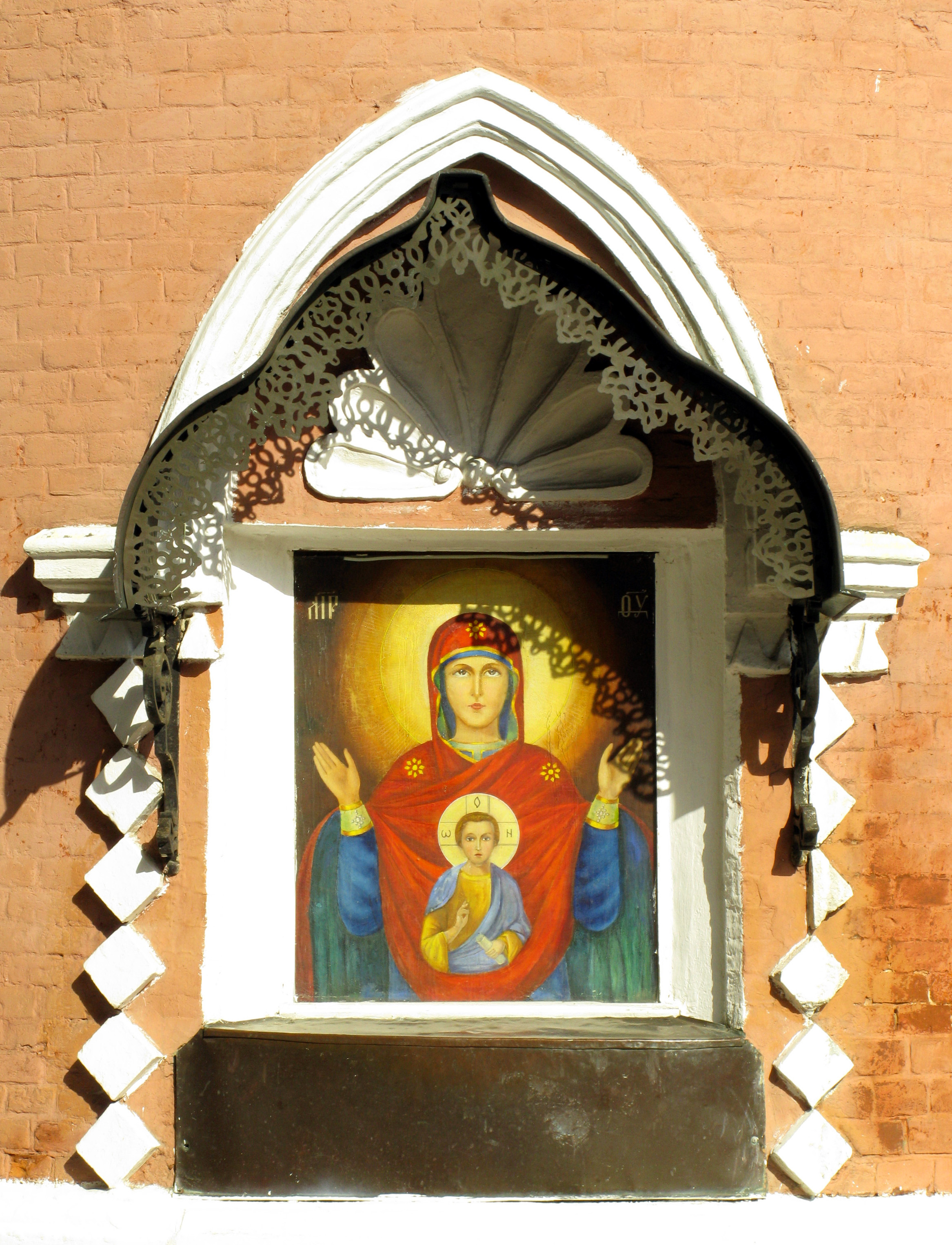
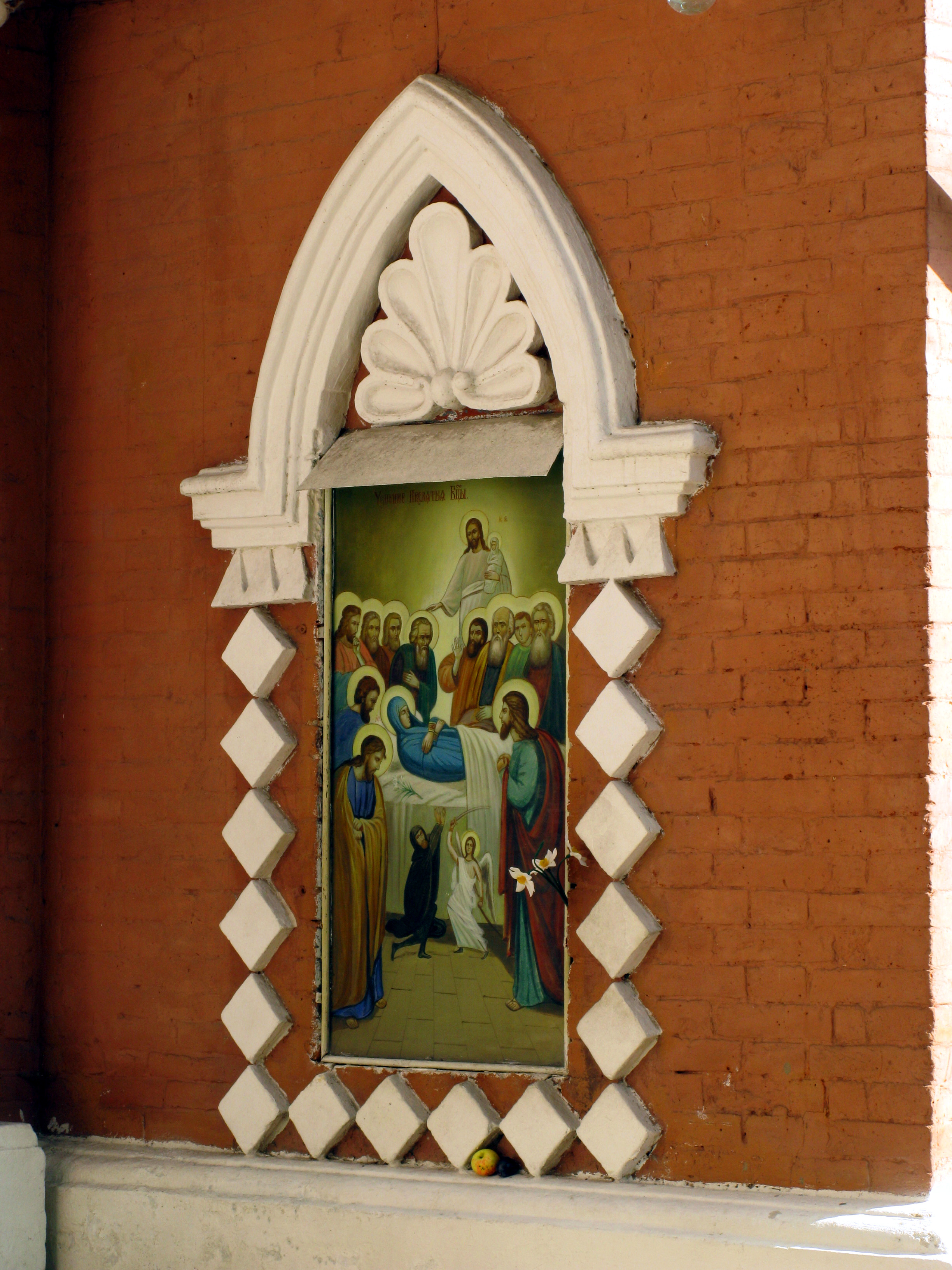